# Acaudaleyrodes ebeni
Acaudaleyrodes ebeni es un hemíptero de la familia Aleyrodidae, subfamilia Aleyrodinae.
Fue descrita científicamente en 2005 por Manzari & Alemansoor.